# Karel Birsa
Karel Birsa, slovenski odvetnik in politik, * 5. november 1894, Gorica, † 17. maj 1957, Gorica.

## Življenje in delo
Rodil se je v družini goriškega gostilničarja Petra Birse. Mati mu je bila Karlina (rojena Križman). V rojstnem kraju je obiskoval ljudsko šolo in gimnazijo (1903–1913). Pravo je študiral na dunajski Pravni fakulteti in 24. decembra 1920 doktoriral. Kot odvetnik je služboval v Ajdovščini (1921–1943). Septembra 1943 se je preselil v Gorico. Tu je po vojni na slovenskem učiteljišču služboval kot profesor telovadbe (1946–1950), ter nato kot profesor slovenščine, lepopisa in zemljepisa na slovenski strokovni šoli (1950–1956). V političnem delu se je v Gorici pridružil Slovenski demokratski zvezi in bil v letih 1952 in 1956 na njeni listi dvakrat izvoljen v goriški občinski svet, v katerem je zastopal interese slovenske manjšine.